# ارنو سنش
ارنو سِـنِـش (مجاری: Ernő Szenes؛ ‏ ۲۴ دسامبر ۱۸۸۹ – ۲۵ فوریهٔ ۱۹۴۵) بازیگر اهل مجارستان بود. وی در اردوگاه بوخن‌والت آلمان نازی و تنها ۳ ماه پیش از پایان جنگ جهانی دوم درگذشت.
از فیلم‌هایی که وی در آن‌ها نقش داشته‌است، می‌توان به شهر آوازه‌خوانی اشاره نمود.